# WWF Capital Carnage
Capital Carnage était un pay-per-view de catch exclusif au Royaume-Uni qui s'est déroulé le 6 décembre 1998 au London Arena de Londres, Angleterre

## Résultats
| #                                                          | Résultats                                                                                        | Stipulations                                           | Commentaires | Durée |
| ---------------------------------------------------------- | ------------------------------------------------------------------------------------------------ | ------------------------------------------------------ | --- | ----- |
| Dark match                                                 | Droz bat Mosh                                                                                    | Match simple                                           | - Droz a effectué le tombé sur Mosh. | 06:00 |
| 1                                                          | Gangrel bat Al Snow                                                                              | Match simple                                           | - Gangrel a effectué le tombé sur Snow après que Edge lui a porté un missile dropkick.                                                                                       | 05:51 |
| 2                                                          | The Headbangers (Mosh et Thrasher) battent The Legion of Doom (Droz et Animal)                   | Tag team match                                         | - Mosh a effectué le tombé sur Droz avec un roll-up. | 03:21 |
| 3                                                          | Val Venis bat Goldust                                                                            | Match simple                                           | - Venis a effectué le tombé sur Goldust avec un roll-up. | 05:33 |
| 4                                                          | Tiger Ali Singh bat Edge                                                                         | Match simple                                           | - Singh a effectué le tombé sur Edge en s'aidant des cordes. | 02:51 |
| 5                                                          | Sable et Christian battent Jacqueline et Marc Mero                                               | Mixed tag team match                                   | - Sable a effectué le tombé sur Jacqueline après un Sablebomb. | 04:49 |
| 6                                                          | Ken Shamrock (c) bat Steve Blackman                                                              | Match simple pour le WWF Intercontinental Championship | - Shamrock a fait abandonné Blackman avec le ankle lock. | 06:51 |
| 7                                                          | Triple H bat Jeff Jarrett                                                                        | Match simple                                           | - Triple H a effectué le tombé sur Jarrett après un Pedigree. | 06:55 |
| 8                                                          | The New Age Outlaws (c) (Road Dogg et Billy Gunn) battent D'Lo Brown et Mark Henry               | Tag team match pour le WWF Tag Team Championship       | - Gunn a effectué le tombé sur Brown après un piledriver. | 12:34 |
| 9                                                          | The Rock (c) bat X-Pac par disqualification                                                      | Match simple pour le WWF Championship                  | - X-Pac était disqualifié après une intervention de Triple H et Chyna. | 12:34 |
| 10                                                         | Steve Austin bat Kane, Mankind et The Undertaker (avec Gerald Brisco en tant qu'arbitre spécial) | Fatal Four-Way match                                   | - Austin a effectué le tombé sur Kane après un Stone Cold Stunner. Earl Hebner a réalisé le compte de trois à la fin du match après que Brisco a été mis à terre par Austin. | 16:12 |
| (c) désigne le champion défendant son titre dans le match. |                                                                                                  |                                                        | |       |